# Szűcs Édua
Szűcs Édua (Szeged, 1959. –) illusztrátor, grafikus, karikaturista.

## Életpályája
Édesapja Szűcs Árpád restaurátor, édesanyja Sz.Kováts Margit festőművész; az ő tiszteletükre semmiféle művészeti szakmai szervezetnek nem tagja. 1985 óta él Budapesten. Férje Föld S. Péter újságíró, gyermekei: Ádám, Noémi és Tamás.
Biológia-rajz szakos tanári diplomája van, tanulmányai befejezése után a Pannónia Filmstúdió kecskeméti műtermében rajzolóként dolgozott, olyan népszerű, hazai és nemzetközi elismerést szerzett filmekben működve közre, mint a Vízipók-csodapók, Mátyás király meséi, Kérem a következőt!, vagy a Magyar népmesék című sorozat. 1986 óta készít illusztrációkat és karikatúrákat újságoknak, számos gyermek- és nyelvkönyvet illusztrált. 
Szabadúszó rajzolóként dolgozik, rajzai nem a napi politikai történésekkel, hanem az általános emberi problémákkal foglalkoznak.
Az 1980-as évek végétől számos egyéni és csoportos kiállításon vett részt, úgy Magyarországon, mint a világ különböző nagyvárosaiban.

Önálló albumok:
- Karikatúrák 1., Pallas Kiadó, Budapest, (1997)
- Karikatúrák 2., Pallas Kiadó, Budapest, (2001)
- Karikatúrák 3., Pallas Kiadó, Budapest, (2005)
- Karikatúrák 4., Pallas Kiadó, Budapest, (2009)
- Édua karikatúrák 5. Szűcs Édua karikatúrái; előszó Karafiáth Orsolya, utószó Cserba Júlia; Noran Libro, Bp., 2013
- Édua karikatúrák 6. Szűcs Édua karikatúrái; előszó Kulcsár István, utószó Gábor György; magánkiadás, Bp., 2017

Könyvillusztrációk:
Föld. S. Péter : Jó játék a rajzfilm (Móra Ferenc Ifjúsági Könyvkiadó)  1987.
Allaga Gyula: Bűbájt (Számalk) 1998.
Király Zsolt: Blackbird (Akadémiai Kiadó) 1998.
Dömők Szilvia: Themenkompass (Akadémiai Kiadó) 1998.
George Kutash:  How to Learn a Foreign Language (John Ferguson Ltd.)  1990.
Szilvási Csaba: Terefere-telefon (Euromédia Press Kft.) 1991.
Lengyel Zsuzsanna: Kalandorok kíméljenek (Trio Produkció) 1999.
Don Tapscott: Digitális gyermekkor (Kossuth Kiadó) 2001.
Dr. Túry Ferenc: Anorexia-bulimia (B+V Kiadó) 2001.
Kepes Ágnes-Dr. Sille István: Gyakorlati protokoll (Akadémiai Kiadó) 2015. 
Rónay László: Unokáim könyve (Új Ember Kiadó) 2002.
Ősz Gábor: Árpádok Álmai (Coldwell Pharma Bt.) 2002.
A zsidó humor aranykönyve (K.u.K. Kiadó) 2003.
Ocskó Tünde: EU Issues (Aula Kiadó) 2004.
Füst Milán: A sanda bohóc (Fekete Sas Kiadó) 2004.
Trencsényi László: 7x7 királyfi (Sulinova Kht.) 2004.
Direction: Hungary (HaRp Kft.) 2005.
Vág Bernadett: Kibeszélem az uram (K.u.K. Kiadó)2005.
Csermely Péter :  A rejtett hálózatok ereje (Vince Kiadó) 2005.
Rónay László: Növekvő unokáim (Kairosz Kiadó) 2005.
Vekerdy Tamás: A pszichológus újra válaszol (Sanoma Budapest Kiadói Rt.) 2005.
Szabadulni az erőszaktól (Luther Kiadó)2005.
Föld S. Péter: Bolsik, ne emeljétek a sajtos pogi árát… (K:u.K. Kiadó) 2005.
Van más megoldás is (Sulinova Kht.)2006.
Csermely Péter : Weak Links (Springer-Verlag) 2006.
Fonyódi Gábor-Szabó Éva: Állatok közelről és távolról (Sulinova Kht.) 2006.
dr. Szántó – Hinora: Minden, ami marketing (Hinora Cégcsoport) 2007.
Váncsa István: Hírvilág (Informatikai Érdekegyeztető Fórum) 2007.
Hofmeister-Tóth Ágnes, Mitev Ariel Zoltán: Üzleti kommunikáció és tárgyalástechnika (Akadémiai Kiadó) 2007.
Vekerdy Tamás: A szülő kérdez… (Sanoma Budapest) 2007.
Nagy Natália: A Nap születésnapja (Szamárfül Kiadó) 2007.
Regös István Attila: Bababóka (Atheneum Kiadó) 2007.
Tea Teadore: Hipergés (Ton-ton Kiadó) 2007.
Vekerdy Tamás: A szülő kérdez… 2 (Samoma Budapest) 2008.
Sille István: Illem, etikett, protokoll (Akadémiai Kiadó) 2008.
Föld S. Péter: Lehet-e egy forradalmárnak hasmenése? (Pallas Kiadó) 2008.
Venetianer Pál: Molekulák, gének, sorsok (Vince Kiadó) 2008.
Süveges Gergő: Apa-kép-írás (Helikon Kiadó) 2008.
Szilágyi Győző: Háború ez is (Sentry Tanácsadó Kft.) 2008.
Hassa Talpag Réka: Brunoli (Aposztróf Kiadó) 2008.
Nagy Bandó András: Keresztnévsor (Szamárfül Kiadó) 2008.
Nagy Bandó András: A kiskalácsai királyság (Szamárfül Kiadó) 2008.
Király- Jilly-Halápi: Bluebird (Akadémiai Kiadó) 2009.
Nap jön/Gryllus Vilmos zenéjével(Napraforgó Kiadó) 2009.
Arató András: Kórtársak, és egyéb madarak (Olvasó Sarok) 2010.
Vámos Tibor: Knowledge and Computing (CEU Press) 2010.
Vajda Zsuzsanna: Az ember és kicsinye (Mérték Kiadó) 2010.
Lipcsey Andersson Emőke: Kés, villa, sms (Helikon Kiadó) 2010.
Kulcsár István: Mitsa (Argumentum Kiadó) 2010.
Egy vidám nap (Reades’s Digest Kft.)  2011.
Martos Tamás: Pillanatfelvételek (Képmás 2002. Kft.) 2011.
Vidéki vakáció (Reades’s Digest Kft.) 2011.
Vágó István: Vigyázat, csalók!(Libri Kiadó) 2011.
Bagdi Emőke-Pap János: Ma még nem nevettem (Kulcslyuk Kiadó) 2011.
Füzi Beatrix: Tanárok mentorálásának gyakorlata (DSGI Kft.) 2011.
Bloghálózatos filozófiám, Csermely Péter, Typotex Elektronikus Kiadó, 2012.
Karakó Judit-Sz. Kuncze Magdolna: Kétbalkezes kamaszlányok kézikönyve (Krónika Nova Kiadó) 2012.
Látogatás az iskolában, Reades’s Digest Kft., 2013.
Séta az állatkertben, Reades’s Digest Kft., 2013.
Frank László – Karsai Krisztina: Tarokktan (Novum-Tech Kft.) 2014.
Himer Csilla: Kamaszkassza (Krónika Nova Kiadó) 2014.
Szilágyi Szabolcs: Hat kicsi hajótörött (Ofycina Pogranicze „Mycoway”) 2014.
Yudith Maros: Apple of My I (Balboa Press) 2014.
Yudith Maros: Szívem csücskén (Scolar kiadó) 2014.
Mandula József: Ő Szent Fölsége (szerzői kiadás) 2014.
Moldova György: Fej vagy írás (Urbis Könyvkiadó) 2015.
A médiáról – neked, Wolters Kluwer Kft, 2015.
Szentgyörgyi Zsuzsa: „A hetedik te magad légy” (Typotex Kiadó) 2015.
Kepes Ágnes-Dr. Sille István: Gyakorlati protokoll (Akadémiai Kiadó) 2015.
Bosnyák Viktória: A sirály a király? (Móra Könyvkiadó) 2015.
Bosnyák Viktória: Ezt nevezem! (Móra Könyvkiadó) 2015.
Baliko-Józsa Katinka – Hechenblaickner Beatrix: Magyarul tanulunk 4.(Burgenlandi Magyar Kultúregyesület) 2015.
Mandula József: Szeretetkrajcárok (szerzői kiadás) 2016.
77 új tanulságos történet (Business Coach) 2016.
Baliko-Józsa Katinka: Magyarul tanulunk 3.(Burgenlandi Magyar Kultúregyesület) 2016.
Iránytű a pénzügyekhez 9-10. évf.  (Könyvtárellátó Nonprofit Kft.) 2016.
Bosnyák Viktória: Két bolond százat csinál (Móra Könyvkiadó) 2016.
Nagycsaládos lettem (NOE) 2017.
Bosnyák Viktória: Amikor kivirágzott a fánkfánk (Móra Könyvkiadó) 2017.
Bosnyák Viktória: Elek, merre keresselek? (Móra Könyvkiadó) 2017.
Szentgyörgyi Zsuzsa: Szálak összehordása (Typotex Kiadó) 2017.
Bosnyák Viktória: A nagy szinonima-hadjárat (Móra Könyvkiadó) 2018.
Varró Dániel: Aki szépen butáskodik (Jelenkor Kiadó) 2018.
Fésűs Éva: Csupafül 22 meséje (Panka & Pietro Kiadó) 2018.
Nagycsaládosok meséi (NOE) 2018.
Mindent köszönök ( NOE) 2019.
Gyarmathy Éva: Pszichomeditáció (Móra Könyvkiadó) 2019.
Rezsnyák Péter: Egyszerűen passzív ház (magánkiadás) 2020.
Kopp Mária-Skrabski Árpád: A boldogságkeresés útjai és útvesztői (KINCS és L’Harmattan Kiadó) 2020.
Baliko-Józsa Katinka – Stanglné Bujtás Éva: Magyarul tanulunk 2.(Burgenlandi Magyar Kultúregyesület) 2020.
Dr. Eigner Bernadett: A korai szülő-gyermek kapcsolat (Móra Könyvkiadó) 2022.
Dr. Eigner Bernadett: Érzelim és viselkedészavarok, pszichopedagógia (Móra Könyvkiadó) 2022.
Fésűs Éva: A szomjazó királyfi (Panka & Pietro Kiadó) 2022.
Süveges Gergő: Apakaland (Harmat Kiadó) 2022.
Baliko-Józsa Katinka – Stanglné Bujtás Éva: Magyarul tanulunk 1.(Burgenlandi Magyar Kultúregyesület) 2022.
Dr. D. J. Siegel-Dr. M. Hartzell: Kapcsolódás (Móra Könyvkiadó) 2023.
Esszencia(NOE) 2023.
Barát József-Csányi Vilmos: Jövőpánik (Open Books) 2023.

## Díjak, kitüntetések
- Szféra különdíj (1996)
- Karikatórium különdíj (1997)
- Magyar Kultúra Alapítvány (1998)
- Szféra különdíj (1999)
- Nők az Unióért, I. díj (2003)